# 沃萊熱

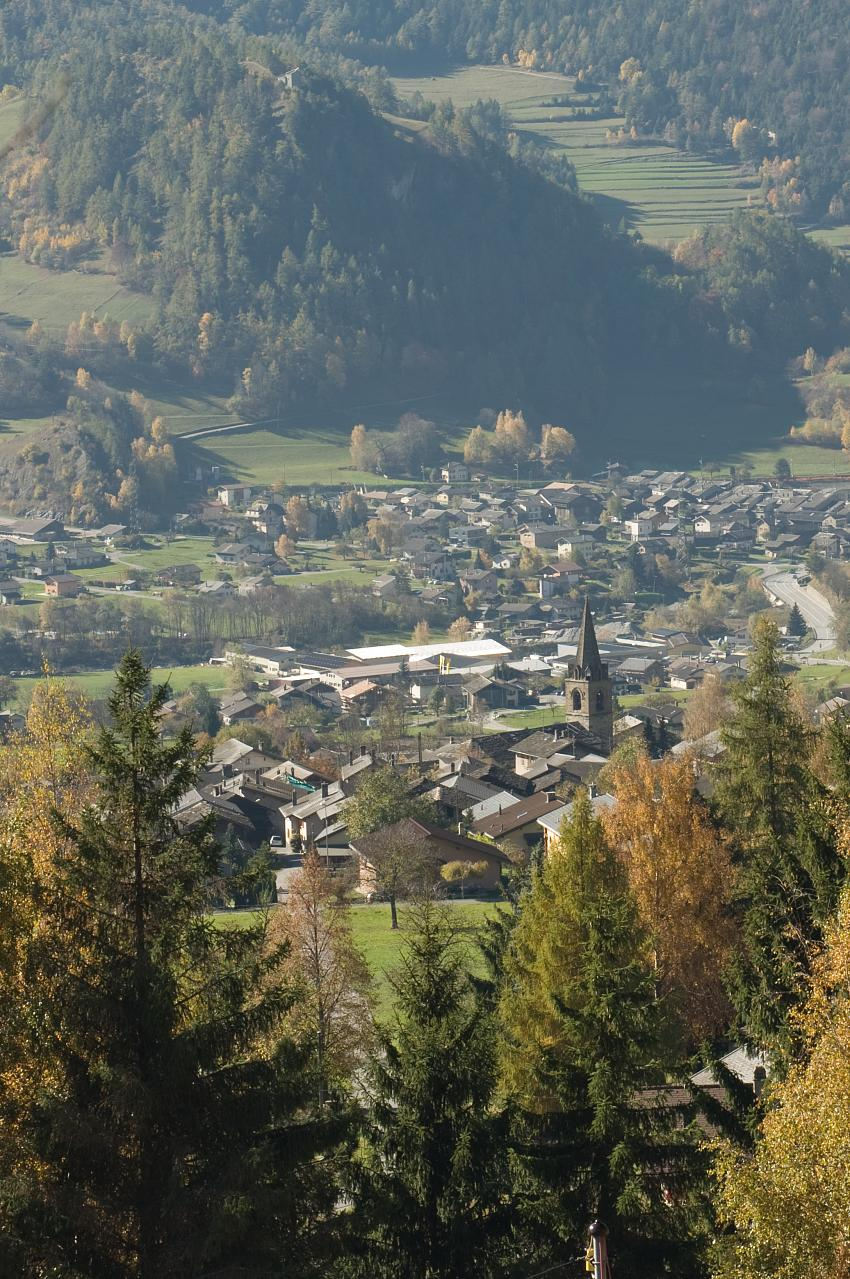

沃萊熱是瑞士的城鎮，位於該國南部，由瓦萊州負責管轄，面積17.87平方公里，海拔高度843米，2011年人口1,678，九成人口信奉羅馬天主教，人口密度每平方公里94人。

## 外部連結
- Official website （页面存档备份，存于） （法文）